# Mercedes Castillo i Araujo
Mercedes Castillo Araujo (Barcelona, 6 de febrer de 1957) és una jugadora de basquetbol catalana, ja retirada.
Formada a la Penya Esportiva Montserrat, l'any 1974 va fitxar pel Picadero JC, amb el qual guanyà tres Lligues i tres Copes espanyoles. El 1979 va fitxar pel Club Bàsquet CIBES, amb el qual va aconseguir l'ascens a la primera divisió. Internacional amb la selecció espanyola de bàsquet en 11 ocasions, hi participà al Campionat d'Europa de Bàsquet de 1976.

## Palmarès
- 3 Lliga espanyola de bàsquet femenina: 1974-75, 1975-76, 1977-78
- 3 Copa espanyola de bàsquet femenina: 1974-75, 1977-78, 1978-79